# Baróti József
Baróti József, 1904-ig Brüll, névváltozata: Baróthy (Felsőpakony, 1886. november 23. – Budapest, Erzsébetváros, 1940. december 9.) magyar színész, színházi rendező.

## Élete
Brüll Mór (1852–1906) morvaországi születésű gazdász és Weisz Irma (1859–1942) fia. 1908-ban végezte el a Színiakadémiát. A kolozsvári Nemzeti Színházban kezdte pályáját, ahol Fényes Samu Kurucz Feja Dávid című történelmi drámájában mutatkozott be. 1909–10-ben Szabadkán, 1910–11-ben Munkácson, 1911-től 1914-ig Szegeden működött. Az első világháború alatt főhadnagyi rangot ért, és többször megsebesült. Három évre orosz hadifogságba esett, s ott magyar színtársulatot szervezett. 1918-ban visszaszökött Magyarországra, s a következő évben a Madách Színházhoz szerződött. 1920–1921-ben Kaposváron rendezett, majd a Belvárosi Színházhoz szerződött. 1921-ben a Délutáni Kabaréban szerepelt. 1922–1923-ban ismét a Belvárosi Színházban dolgozott, ezúttal főrendezőként, de fellépett 1923-ban a Magyar Színházban is. 1924-tól 1927-ig ismét a szegedi társulat tagja lett. 1928-ban a Magyar Színházban, majd 1928 és 1932 között az Új Színházban lépett fel. 1930-ban a Magyar Színházban is színpadra lépett. 1932-től 1939-ig a Belvárosi Színház színésze és rendezője volt. Az Országos Színészegyesületben hosszú ideig tanácsosként működött. Szobrászművészként is tevékenykedett. Pályája kezdetén drámai hős-, később jellemszerepeket alakított. Halálát szívroham okozta.

## Magánélete
Házastársa Csillag Olga (1896–1957) volt, Stern Ignác Nátán és Herskovits Szeréna lánya, akit 1922. augusztus 6-án Budapesten, az Erzsébetvárosban vett nőül. 1920-ban áttért az evangélikus vallásra.

## Szerepei

### Színházi szerepei
- Shylock (Shakespeare: A velencei kalmár)
- Lear király (Shakespeare: Lear király)
- Harpagon (Molière: A fösvény)
- Peer Gynt (Ibsen: Peer Gynt)
- Dr. Konstantinovics (Meller Rózsi: Írja hadnagy)
- Mephisto (Goethe: Faust)
- II. József (Szomory Dezső: II. József)
- Solness (Ibsen: Solness építőmester)

### Filmszerepei
- A száműzött (1920)
- Ítél a Balaton (1932) - pap
- Rákóczi induló (1933) – mentőorvos
- Az iglói diákok (1934) – számtantanár
- Szent Péter esernyője (1935) – Bozóky bácsi, pedellus
- Az új földesúr (1935) – statiszta a Cabinet Noir-nál
- Barátságos arcot kérek! (1935) – Bíró Ferenc, vendég az estélyen
- Café Moszkva (1935) – orosz tiszt
- Fizessen, nagysád! (1937) – id. Müller, malomtulajdonos
- Háromszázezer pengő az utcán (1937) – rendőr
- Az ember néha téved (1937) – tanár az érettségi banketten

## Művei
- A maszkírozás művészete